# Rupprechtseck
Das Rupprechtseck ist ein 2591 m ü. A. hoher Berg der Schladminger Tauern in der Steiermark. 

## Lage und Landschaft
Das Rupprechtseck liegt südlich vom Alpenhauptkamm der Niederen Tauern, zwischen Etrachgraben im Westen und Schödergraben im Osten. 
Sein Kamm setzt am Sauofen an, und streicht ab der Einsattelung der Toreben (Günsterscharte, 2174 m) südwärts. Nördlich des Rupprechtsecks erhebt sich, das etrachseitige Spreitzerkar entlang, das Dachleiteck (2463 m). Südlich, das schödergrabenseitige Nebelkar entlang, folgt das Arlfeld (2489 m). Zusammen mit den  Gipfeln Brennerfeldeck (2507 m), Feldeck (2480 m) und Trübeck (2367 m) bildet das Rupprechtseck ein geschlossenes Massiv. Dieses fällt dann gegen Krakaudorf und Schöder hin jäh ab. An der Einsattelung von Scharnigl im Murparalleltal (ca. 1200 m) folgt das Massiv der Stolzalpe der Murberge, das sich bis an die Mur zieht.
Das Rupprechtseck selbst steht wenig prägnant in diesem Kamm.

## Ansteige
Der Normalweg führt von der Grafenhütte (Grafenalm) im Etrachgraben über das Spreitzerkar. Den Kamm entlang ist eine Überschreitung markiert, die beim Günstner Wasserfall beginnt, mit weiteren Aufstiegen aus dem Etrachgraben herauf.